# Dunam
Dunam (v různých předpisech do latinky dönüm, dunum, donum nebo dúnum) je jednotka pro plošný obsah, užívaná v bývalé Osmanské říši. V různých standardizovaných verzích se stále používá v oblastech někdejší Osmanské říše. Jednotka byla definována jako „čtyřicet standardních kroků na délku a na šířku,“ což je značně odlišné místo od místa.

## Historie
Jméno dönüm, z osmanské turečtiny دونمك / dönmek (= vrátit) je zřejmě kalkem řeckobyzantského stremma a má stejnou velikost. Slovo bylo zřejmě převzato Osmany od Byzantinců v Mysii-Bithýnii. V arabštině je dunam دونم (dūnam).

## Definice
V Izraeli, Palestině, Jordánsku, Libanonu a Turecku je dunam 1000 m². Před koncem Osmanské říše a během počátečních let Britského mandátu Palestina byla velikost dunamu 919,3 m², ale roku 1928 byl převzat metrický dunam 1000 m² a dodnes se užívá.

### Kypr
Na Severním Kypru je dunam 1338 m². Na Kypru starší řecký „Cypriot“ také odkazuje na dunam, ačkoliv je postupně nahrazován dalším dialektním slovem kyperské řečtiny, σκάλες (ska'les), upřednostňovaným před pevninským řeckým slovem stremma. Ale oficiálně stejně Kypr užívá metr čtvereční.

### Irák
V Iráku je dunam 2500 m².

## Variace
Dalšími zeměmi užívající nějakou variantu dunamu je Libye, Sýrie a některé země bývalé Jugoslávie.
Řecká stremma má stejnou velikost jako metrický dunam.
Dunam není jednotkou SI. Plošnou jednotkou SI je metr čtvereční (m²).

## Převod na další jednotky
1 metrický dunam je roven:
- 1000 m²
- 10 arům
- 0,1 hektaru
- 0,001 km²